# جاش لاوسون
جاش لاوسون (به انگلیسی: Josh Lawson) (زاده ۲۲ ژوئیه ۱۹۸۱)بازیگر استرالیایی است.
از فیلم‌های معروف او می‌توان به بازی در فیلم گوینده ۲ و هالی خوابید اشاره کرد.
او برای ایفای نقش کینو،در ریبوت مورتال کامبت(2021),انتخاب شده است.